# Ада-Кале
Ада-Кале (тур. Adakale — букв. «остров-крепость», венг. Újorsova или Ada Kaleh, серб. Адакале / Adakale) — небольшой остров Румынии на Дунае, населённый преимущественно турками, который был затоплен в 1970 году во время строительства ГЭС Джердап I.
Остров располагался примерно в 3 км ниже по течению от Оршовы. Размеры острова составляли около 1,75 км в длину и 0,4-0,5 км в ширину. В этом турецком эксклаве была мечеть и многочисленные извилистые переулки. Он был известен как свободный порт и логово контрабандистов.
Форт на острове был построен австрийцами для защиты от Османской империи. В 1699 году остров перешёл под турецкий контроль, но с 1716 по 1738 год он был вновь захвачен австрийцами. После четырёхмесячной осады в 1738 году Ада-Кале вновь перешёл к туркам. В 1789 году австрийцы в очередной раз захватили остров, но вернули его в соответствии с австро-турецким договором от 4 августа 1791 года, завершившим австро-турецкую войну 1787—1791 годов. После подписания этого договора остров потерял своё военное значение.
Несмотря на то, что после русско-турецкой войны 1877—1878 годов территория, прилегающая к острову отошла от Османской империи, сам Ада-Кале не фигурировал в документах, подписанных на Берлинском конгрессе 1878 года. Это позволило острову оставаться де-юре турецкой территорией и частным владением османского султана до Лозаннского договора 1923 года.
С 1878 и 1918 год территория севернее острова контролировались Австро-Венгрией, а южнее — Сербией. Османское правительство продолжало назначать руководителей (нахие мюдюрю) и судей (кади). Жители острова, официально числившиеся гражданами Османской империи, были освобождены от налогов, таможенных сборов и призыва на военную службу. Они также имели право голоса во время всеобщих выборов в Османской империи 1908 года.
Двенадцатого мая 1913 года Ада-Кале был оккупирован Австро-Венгрией. Захват острова не был официально признан османским правительством. Официально остров был передан Румынии в рамках Лозаннского договора.
Население занималось в основном выращиванием табака и рыболовством, а затем туризмом. В последние годы своего существования, население острова составляло от 600 до 1000 человек. Перед затоплением Ада-Кале часть жителей переехала в румынский город Констанца, а другая — в Турцию по приглашению премьер-министра Демиреля.
Мечеть острова Ада-Кале была построена в 1903 году на месте францисканского монастыря. Ковёр из мечети, подаренный турецким султаном Абдул-Хамидом II был перевезён в 1965 году в мечеть города Констанца.